# Komoștița, Montana
Komoștița (în bulgară Комощица) este un sat în comuna Iakimovo, regiunea Montana,  Bulgaria. 

## Demografie
Componența etnică a satului Komoștița
     Romi (10,3%)
     Bulgari (87,31%)
     Nicio identificare (1,13%)
     Altele (1,54%)
La recensământul din 2011, populația satului Komoștița era de 970 locuitori. Din punct de vedere etnic, majoritatea locuitorilor (87,31%) erau bulgari, cu o minoritate de romi (10,3%). Pentru 1,13% din locuitori nu este cunoscută apartenența etnică.